# After Earth
After Earth ist ein US-amerikanischer Science-Fiction-Film des Regisseurs M. Night Shyamalan aus dem Jahr 2013. Die Hauptrollen spielen Will Smith und dessen Sohn Jaden Smith. Die Premiere fand am 29. Mai 2013 in New York City statt. Ab dem 31. Mai 2013 wurde der Film in den amerikanischen Kinos gezeigt; am 6. Juni 2013 war Kinostart in Deutschland.

## Handlung
Die Menschheit hat vor eintausend Jahren aufgrund schwerer Katastrophen die Erde verlassen und sich auf dem Planeten Nova Prime eine neue Heimat aufgebaut. Die Sicherheitsorganisation der „Ranger“ befindet sich seit einiger Zeit im Konflikt mit einer außerirdischen Spezies, die genetisch konstruierte Kampfbestien, genannt Ursas, gegen die Menschen zum Einsatz bringt. Da die blinden Ursas Menschen nur durch die bei Furcht abgesonderten Pheromone aufspüren können, hat Ranger-General Cypher Raige mit dem sogenannten Ghosting eine Technik entwickelt, mit der alle Furcht aus dem eigenen Bewusstsein verdrängt werden kann.
General Raige kehrt nach langer dienstlicher Abwesenheit zu seiner Familie zurück, um sich insbesondere um seinen 13-jährigen Sohn Kitai zu bemühen, der in der Ranger-Ausbildung ist, aber den Status des Rangers noch nicht erhalten hat. Die Beziehung zwischen Vater und Sohn ist gestört, da sie kaum Zeit miteinander verbracht haben und Kitai sich die Schuld am Tod seiner älteren Schwester gibt. Kitai bildet sich auch ein, dass sein Vater ihm vorwirft, er sei am Tod seiner älteren Schwester schuld; bei einem Angriff der Ursas hat sie den damals noch sehr jungen Kitai beschützt und ist dabei gestorben. Seit diesem Zeitpunkt versucht Kitai seinen Vater durch herausragende Leistungen in seiner Ausbildung zu beeindrucken.
Bei einem Trainingsausflug gerät das Raumschiff mit Cypher und Kitai an Bord in einen Asteroidenschauer. Dabei wird das Raumschiff so stark beschädigt, dass es bei der Notlandung auf einem eigentlich gesperrten Planeten zerbricht. Beim Absturz kommen sämtliche Crewmitglieder mit Ausnahme der beiden Protagonisten um, Cypher wird dabei schwer verletzt. Der Sender im Bug des Raumschiffs, der benötigt wird, um ein Notsignal ins Weltall abzusetzen, ist beim Absturz zerstört worden. Ein weiterer Sender befindet sich im Heck, das etwa 100 Kilometer von ihnen entfernt abgestürzt ist. Unklar ist zudem, ob der im Heck des Raumschiffs zu Trainingszwecken gefangengehaltene Ursa überlebt hat.
Wie sich bald herausstellt, handelt es sich bei dem fremden Planeten um die Erde, die mittlerweile nur noch von Tieren bevölkert wird. Durch die Verletzung seines Vaters, dessen beide Beine gebrochen sind, muss sich Kitai allein auf den Weg zum Heck machen und den Sender finden, um sich und seinen Vater zu retten, wobei Letzterer ihn per Funk leitet. Dabei begegnet er einer Reihe mutierter Tierarten, darunter Affen und Raubkatzen, und muss gegen diese in Kämpfen bestehen oder vor ihnen flüchten. Da die Temperatur nachts tief unter den Gefrierpunkt fällt, muss Kitai zur Nacht hin Orte aufsuchen, an denen es wärmer ist.
Nachdem Kitai es eines Nachts nicht schafft, rechtzeitig einen warmen Unterschlupf zu finden und zu erfrieren droht, kommt ihm ein riesenhafter Adler zu Hilfe, mit dem Kitai zuvor das Nest gegen angreifende Raubkatzen verteidigt hatte. Bei dieser Aktion hatte Kitai auch das Kommunikationsgerät mit seinem Vater verloren, sodass er von da an keinen Kontakt mehr zu ihm hat. Zudem gehen seine Sauerstoffreserven zunehmend zur Neige.
Schließlich gelingt es Kitai, das abgetrennte Heck des Raumschiffs zu erreichen und per Notsender Hilfe zu rufen. Nachdem er im Endkampf den ihn verfolgenden Ursa durch Überwindung seiner Ängste mithilfe des Messers seines Vaters besiegen kann, werden Kitai und sein Vater durch eine entsandte Rettungsmannschaft gefunden und zurück nach Hause gebracht.

## Hintergrund

### Produktion
Die Idee zum Film kam Will Smith, als er mit seinem Schwager Caleeb Pinkett die Fernsehsendung I Shouldn't Be Alive sah. Diese handelte von einem Vater und seinem Sohn, die mit ihrem Auto in den Bergen oder in einer abgelegenen Region abstürzten, wobei der Sohn aussteigen und Rettung für seinen Vater holen musste. Smith beschloss, die Geschichte 1000 Jahre in der Zukunft spielen zu lassen und so eine Science-Fiction-Geschichte daraus zu machen, was zu einem höheren Produktionsbudget führte. Der Film sollte auch der erste in einer Trilogie sein. Smith ließ seine Produktionsfirma Overbrook Entertainment den Drehbuchautor Gary Whitta (damals bekannt für sein Drehbuch für The Book of Eli) mit einer einfachen Log Line für einen Film zu kontaktieren:

„A father and son crash landed on Earth 1000 years after it had been abandoned by humankind.“

„Ein Vater und sein Sohn stürzen 1000 Jahre nachdem sie von der Menschheit verlassen worden war auf der Erde ab.“

Beeindruckt von seiner Idee und begeistert von der Gelegenheit, mit ihm zusammenzuarbeiten, konkretisierte Whitta Smiths Idee und wurde der erste Mitarbeiter des Projekts.
Einen Monat nach der Veröffentlichung von Die Legende von Aang, am 6. August 2010, kontaktierte Smith M. Night Shyamalan, um ihm zu seinem 40. Geburtstag zu gratulieren und ihn außerdem davon zu überzeugen, den Film zusammen mit seinem Sohn Jaden als Star zu drehen. Smith und Shyamalan hatten schon einmal geplant, an einem Film zu arbeiten, doch es war nicht dazu gekommen. Beeindruckt vom Drehbuch machte Shyamalan am 20. Oktober 2010 das Projekt offiziell – damals mit dem Titel One Thousand A. E. – zu seiner nächsten Regiearbeit und legte zeitgleich sein eigenes geheimes Projekt ohne Titel mit Bruce Willis, Bradley Cooper und Gwyneth Paltrow vorerst auf Eis. Quellen deuteten darauf hin, dass Smith die weitere Hauptrolle (für einen erwachsenen Mann) nicht übernehmen würde. Da Sony Pictures Entertainment einen First-Look-Deal mit Overbrook hat, wurde erwartet, dass es das Studiohaus für A.E. sein würde. Shyamalan schlug später vor, weitere Mitglieder der Familie Smith im Film zu zeigen, und kündigte an, dass der Film nicht in 3D sein würde, er aber „eine Idee für etwas technisch Interessantes“ hätte.
Im Dezember 2011 meldete Columbia Pictures, eine weitere Tochtergesellschaft von Sony, sowohl Will als auch Jaden Smith an, um unter Shyamalans Regie in dem Film mitzuwirken. Shyamalan, der zusammen mit Gary Whitta auch das Drehbuch schrieb, produzierte den Film zusammen mit James Lassiter, Ken Stovitz, Will Smith und Jada Pinkett Smith. Doug Belgrad, Präsident von Columbia Pictures, veröffentlichte schließlich die Ankündigung und sagte:

„Night is an outstanding filmmaker who has a tremendous vision for this science-fiction adventure story and we couldn't be more excited to be working again with Jaden after our experiences on The Pursuit of Happyness and The Karate Kid. […] We're thrilled to have the two of them together on this project.“

„Night ist ein herausragender Filmemacher, der eine enorme Vision für diese Science-Fiction-Abenteuergeschichte hat, und wir könnten nicht aufgeregter sein, nach unseren Erfahrungen mit Das Streben nach Glück und The Karate Kid wieder mit Jaden zusammenzuarbeiten. […] Wir sind begeistert, die Beiden bei diesem Projekt zusammen zu haben.“

„The chance to make a scary, science-fiction film starring Jaden and Will is my dream project.“

„Die Chance, einen gruseligen Science-Fiction-Film mit Jaden und Will zu drehen, ist mein Traumprojekt.“

Will Smiths Entscheidung, die männliche Erwachsenen-Hauptrolle zu übernehmen, zwang ihn dazu, hinsichtlich Produktion und Rolle beim Drama The American Can zur Seite zu treten und stattdessen Denzel Washington die Hauptrolle anzubieten. Die Dreharbeiten des Films wurden ebenfalls von September 2011 auf Januar 2012 verschoben.
Am 25. Juli 2011 reiste Smith in Begleitung von etwa 20 Personen, darunter Shyamalan, nach Costa Rica, um nach Orten zu suchen, an denen der Film gedreht werden kann.
Im September 2012 verpflichtete sich Columbia zu einem Veröffentlichungsdatum am 7. Juni 2013. Shyamalan erkundete auch Orte in Philadelphia. Fünfzig Prozent der Dreharbeiten sollten in den neuen Sun Center Studios in Delaware County stattfinden, der Rest unter anderem in Costa Rica, Utah und Nordkalifornien. Shyamalan besuchte auch die Valley Forge Military Academy, den Drehort von Die Kadetten von Bunker Hill, da Jaden Smith einen Militärkadetten der Zukunft spielen würde, weshalb der Film auch schließlich den Titel „After Earth“ erhielt.
Der Feinschliff des Drehbuchs erfolgte schließlich durch Stephen Gaghan und Mark Boal. Jonathan Young, ein Psychologe und Drehbuchautor, verfeinerte die mythische Reisestruktur.

„Some scripts sidelined Will completely in favor of his son, Jaden, but Sony wanted him on the big screen as much as possible.“

„Einige Skripte haben Will zugunsten seines Sohnes Jaden ins Abseits geschoben, aber Sony wollte ihn so viel wie möglich auf der großen Leinwand haben.“

Die Hauptaufnahmen für After Earth begannen im Februar 2012. Ein Großteil der Dreharbeiten fand in Costa Rica, Humboldt County und Aston statt.
After Earth war der erste Film von Sony, der sowohl im aufstrebenden 4K-Digitalformat gedreht als auch präsentiert wurde. Es wurde hauptsächlich mit der CineAlta F65-Kamera von Sony aufgenommen, die im Januar 2012 ausgeliefert wurde. Eine Sequenz erforderte jedoch eine kleinere Canon Cinema EOS C500 4K-Kamera, die auf dem Helm eines professionellen Fallschirmspringers montiert war. Der Kameramann Peter Suschitzky, der sich für den Film für die Sony F65-Digitalkamera gegenüber anderen Digital- und Filmkameras entschieden hat, argumentierte, dass die Vorteile des Films verloren gingen, wenn sie in Kinos mit digitalen Projektoren gezeigt würden.
Am 19. April 2013 gab Shyamalan dann bekannt, dass das Veröffentlichungsdatum eine Woche zuvor auf den 31. Mai 2013 in Nordamerika und Korea verschoben worden war, was es in Konkurrenz mit Now You See Me und The Purge stellte, die in derselben Woche in den Vereinigten Staaten veröffentlicht werden sollten. Ein paar Tage später wurde die US-Veröffentlichung von The Purge auf den 7. Juni 2013 verschoben und übernahm den von After Earth geräumten Platz.
Am 3. Mai 2013 wurde bekannt, dass der koreanisch-amerikanische Sänger J. Y. Park mit einem Song mit dem Titel „I Like 2 Party“ am offiziellen Soundtrack des Films in Korea mitwirken würde. Am 5. Mai 2013 wurde ein weiterer 30-sekündiger Ausschnitt des Songs mit einem weiteren Teaser und Trailer veröffentlicht.
James Newton Howard steuerte erneut die restliche Musik zu einem Film von Regisseur M. Night Shyamalan bei.

### Mutmaßliche Scientology-Parallelen
Einige Medien werfen dem Film Parallelen zu Theorien und Methoden der Scientology-Kirche vor. So sei die Botschaft, die Angst zu besiegen (Slogan des Plakats: „Danger is real – Fear is a choice“) auch zentrales Thema der scientologischen Erziehung. Die im Film gezeigten Methoden der Gefühlskontrolle und des Auditings – also der Auflösung traumatischer Erfahrungen – seien bei Scientology von großer Bedeutung. Hinzu komme, dass ein oft verwendetes PR-Foto Kitai Raige vor einem aktiven Vulkan zeige; wie schon auf dem Bucheinband von Dianetics (geschrieben 1950 von L. Ron Hubbard), in dem Psychotechniken beschrieben werden, welches Hubbard später zu Scientology ausbaute. Professor David S. Touretzky, ein bekannter Scientology-Kritiker, sah in After Earth jedoch keine Verbindung: „Die Themen des Films sind Standard-Abenteuerelemente: körperlicher Mut, Coming of age, Vater-Sohn-Beziehung, sich im Kampf selbst beweisen und den Respekt des Vaters bekommen. Das sind keine spezifischen Scientology-Themen.“
Will Smith hat wiederholt beteuert, dass er nicht der Scientology-Kirche angehöre. Er hat allerdings des Öfteren für Scientology gespendet.

### Qualität und 4K-Aufnahmen
Ryan Nakashima von Associated Press zeigte sich von der Qualität der 4K-Auflösung des Films angetan.
Durch die Verwendung der IMAX-Technologie konnte der Film in 97 IMAX-Kinos in 52 Ländern vorgeführt werden.

### Romanadaption
Autor Peter David veröffentlichte im Verlag Del Rey Books 2013 die offizielle Roman-Adaption des Films. Das englischsprachige Hörbuch wird von David H. Lawrence XVII gelesen.

## Einspielergebnis
Am Startwochenende spielte die 130 Millionen US-Dollar teure Produktion (weitere 100 Millionen US-Dollar für das Marketing) in den US-amerikanischen Kinos 27,5 Mio. US-Dollar ein und blieb somit hinter den Erwartungen zurück. Bis zum 16. August 2013 spielte der Film weltweit 243,8 Mio. US-Dollar ein, davon lediglich 60,5 Mio. US-Dollar in den USA. Begleitet von überwiegend negativen Rezensionen und einer schlechten Zuschauerresonanz, waren die Einnahmen des Films bereits in der zweiten und dritten Woche weltweit stark zurückgegangen. Die Einspielergebnisse von After Earth sind deutlich geringer als die meisten Filme von Will Smith, die teilweise mehr als 600 Millionen US-Dollar einspielten.
Bis Ende November 2013 betrugen die DVD- und Blu-ray-Einnahmen in Nordamerika 15,5 Mio. US-Dollar.

## Kritiken
„Man kann After Earth kaum absprechen, ein handwerklich solider Science-Fiction-Film zu sein. Es macht ihn sogar ein wenig sympathisch, dass er seine Einfachheit nicht zu verschleiern versucht. Dass sich etwa alles und in jeder Szene um den zentralen Generationenkonflikt dreht, wird schon deshalb unübersehbar, weil es keine Nebenfiguren oder -erzählstränge gibt, die davon ablenken könnten. Ärgerlich ist dagegen, wie sich der Film zu der Heldenreise und Wandlung seines jungen Protagonisten positioniert. Besonders konservativ an After Earth ist, dass er der Jugend jegliches revolutionäre Potenzial abspricht.“

„Darin liegt das große Verdienst eines schwachen Films: Wenn sich einer vom Krankenbett aufrichten lässt, um seinem Sohn einen militärischen Gruß zu entbieten und ihn dann erst zu umarmen, dann haben sich Militär und Familie, Liebe und Hierarchie bis zur Selbstparodie ineinander verwoben. After Earth zeigt uns unfreiwillig, wie nahe viele der Filme und Geschichten, die wir lieben, an diesem reaktionären Abgrund entlang wandeln.“

„After Earth ist eine schöne Überraschung. Der Film […] ist eine moralische Erzählung im Kleid eines Science-Fiction-Blockbusters. Es ist kein Klassiker, aber es ist ein besonderer Film: spektakulär und weise.“

„After Earth sieht aus wie der übliche Science-Fiction-Ramsch – und wie Werbung für Scientology.“

„Schon in den USA, wo er in der letzten Woche in den Kinos mit mäßigem Erfolg anlief, wurde After Earth vorgeworfen, er überfordere seinen jugendlichen Hauptdarsteller, sei erzählerisch peinlich und geriete durch seine propagierte Ideologie der Angst-Unterdrückung zu einem überdimensionalen PR-Film für die Scientology. All diese Vorwürfe treffen After Earth mit Recht. Reaktionär und dumm ist er überdies auch noch.“

„Nun wäre gegen eine Neuauflage der Heldenreise im Kino nichts zu sagen. After Earth legt auf dieses Strukturskelett nur reichlich lustlos Fleisch. Ahnungen des Wunderbaren – das rochenartige Raumschiff zieht ins All, Millionen von Büffeln beim Panoramablick über die alte Erde, die Gnade des guten Tiers, das sich dem Helden auf seiner Bewährungsreise zur Seite stellt, der Abstieg in die Höhle samt Überwindung des letzten Monsters – wirken wie sinnlos in einem weiten Raum zurückgebliebenes Mobiliar und verpuffen bei der langen Reise durch Wald und Flur. […] Ähnlich wie Oblivion steht After Earth für eine Anbindung an eher naive Formen der Science Fiction. War die völlig durchgestaltete Welt des ersteren als retronostalgische Angelegenheit zumindest noch von ästhetischem Wert, wirkt After Earth nur noch wie die Verfilmung eines mit Fug und Recht nicht in Klassikerstatus aufgestiegenen Paperbacks aus den 1950ern oder 1960ern.“

## Soundtrack
Die Filmmusik erschien am 31. Mai 2013 unter dem Namen After Earth – Original Motion Picture Soundtrack. Herausgeber ist das Label Sony Classical (Sony Music).
| Nr. | Titel                   | Länge |
| --- | ----------------------- | ----- |
| 1.  | The History of Man      | 02:23 |
| 2.  | I’m Not Advancing You   | 01:28 |
| 3.  | Pack Your Bags          | 01:40 |
| 4.  | Leaving Nova Prime      | 00:48 |
| 5.  | Can You Ghost?          | 02:09 |
| 6.  | Ship Tears Apart        | 02:17 |
| 7.  | Kitai Finds Cypher      | 01:19 |
| 8.  | Get Me Into The Cockpit | 01:36 |
| 9.  | The Mission             | 01:31 |
| 10. | Baboons                 | 02:51 |
| 11. | Kitai On Earth          | 02:56 |
| 12. | Four Vials Remain, Sir  | 01:11 |
| 13. | Run To The Falls        | 02:42 |
| 14. | Abort Mission           | 02:02 |

| Nr. | Titel                  | Länge |
| --- | ---------------------- | ----- |
| 15. | Bird Attack            | 01:02 |
| 16. | Nest Battle            | 02:03 |
| 17. | Safety In The Hog Hole | 03:42 |
| 18. | Saved By The Bird      | 00:52 |
| 19. | The Tail               | 01:40 |
| 20. | Dad, Are You There?    | 02:46 |
| 21. | Leech                  | 02:59 |
| 22. | See The Peak           | 02:21 |
| 23. | Run To The Volcano     | 00:37 |
| 24. | Somewhere To Hide      | 01:22 |
| 25. | Chase Through The Cave | 03:07 |
| 26. | Ghosting               | 04:45 |
| 27. | I Wanna Work With Mom  | 01:17 |
| 28. | After Earth            | 01:54 |

## Auszeichnungen
| Jahr | Preis                  | Kategorie                          | Träger                                         | Ergebnis  |
| ---- | ---------------------- | ---------------------------------- | ---------------------------------------------- | --------- |
| 2013 | MTV Movie Award        | Summer’s Biggest Teen Bad Ass Star | Jaden Smith                                    | Nominiert |
| 2013 | World Soundtrack Award | Film Composer of the Year          | James Newton Howard                            | Nominiert |
| 2014 | Goldene Himbeere       | Schlechtester Film                 | –                                              | Nominiert |
| 2014 | Goldene Himbeere       | Schlechtester Schauspieler         | Jaden Smith                                    | Gewonnen  |
| 2014 | Goldene Himbeere       | Schlechtester Nebendarsteller      | Will Smith                                     | Gewonnen  |
| 2014 | Goldene Himbeere       | Schlechtestes Leinwandpaar         | Jaden Smith und Will Smith                     | Gewonnen  |
| 2014 | Goldene Himbeere       | Schlechteste Regie                 | M. Night Shyamalan                             | Nominiert |
| 2014 | Goldene Himbeere       | Schlechtestes Drehbuch             | M. Night Shyamalan, Gary Whitta und Will Smith | Nominiert |